# Open Tree of Life
L'Open Tree of Life est un arbre phylogénétique en ligne résultant d'une collaboration financée par la Fondation nationale pour la science,. Le premier projet, comprenant 2,3 millions d'espèces, a été publié en septembre 2015. Le graphique interactif permet à l'utilisateur de zoomer sur les classifications taxonomiques, les arbres phylogénétiques et les informations sur un nœud. Cliquer sur une espèce renverra sa taxonomie source et de référence.

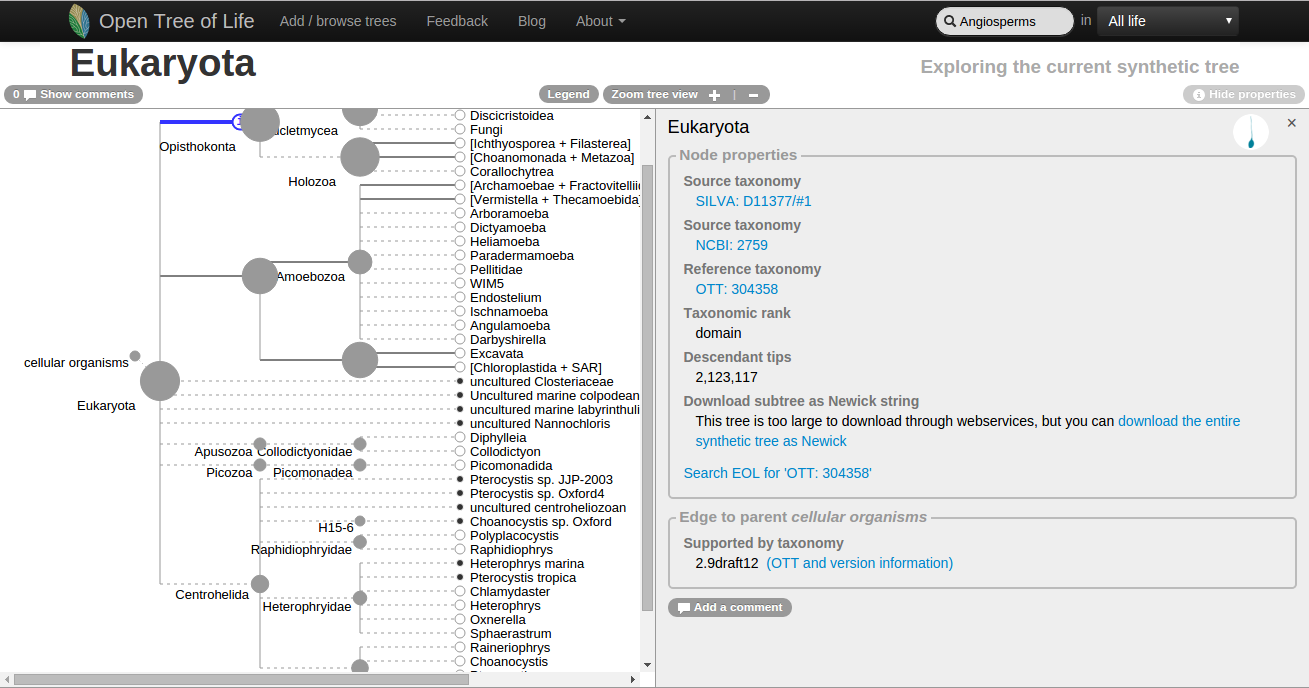
L'arbre phylogénétique au nœud Eukaryota.

## Approche
Le projet utilise une approche supertree pour générer un seul arbre phylogénétique (servi sur tree.opentreeoflife.org) à partir d'une taxonomie complète et d'un ensemble organisé d'estimations phylogénétiques publiées.
La taxonomie est une combinaison de plusieurs grandes classifications développées par d'autres recherches et est créé à l'aide d'un outil logiciel appelé « smasher ». La taxonomie résultante est appelée une taxonomie à arbre ouvert (OTT pour Open Tree Taxonomy) et peut être consultée en ligne.

## Histoire
Le projet a été lancé en juin 2012 par un prix NSF de trois ans décerné à des chercheurs de dix universités. En 2015, une bourse supplémentaire de deux ans a été décernée à des chercheurs de trois établissements.